# Кундиський
Кунди́ський (рос. Кундышский, марій. Кундыш) — селище у складі Кілемарського району Марій Ел, Росія. Входить до складу Красномостівського сільського поселення.

## Населення
Населення — 77 осіб (2010; 114 у 2002).
Національний склад (станом на 2002 рік):
- марі — 51 %
- росіяни — 46 %